# Наріта-Мару
Наріта-Мару — транспортне судно, яке під час Другої світової війни брало участь в операціях японських збройних сил на Тихому океані.
Судно спорудили в 1942 році на верфі Kawaminami Kogyo для компанії Naigai Kisen.
10 – 15 листопада 1943-го "Наріта-Мару" перейшло в конвої H-4 з Маніли до острова Хальмахера (північна частина Молуккського архіпелагу), а 17 — 19 листопада прослідувало в конвої з острова Хальмахера до новогвінейського Соронгу.
11 січня 1944-го Наріта-Мару вийшло з японського порту Саєкі у складі конвою O-105, що прямував на Палау (важливий транспортний хаб на заході Каролінських островів). Конвой, атакований підводними човнами, зазнав важких втрат, проте Наріта-Мару вдалось укритись на Формозі (Тавань). 3—10 лютого 1944-го Наріта-Мару в супроводі тральщика W-18 пройшло з Кіруну (наразі Цзілун) до Палау.
23 лютого 1944-го судно вийшло з Палау у складі конвою «Вевак № 20», що прямував на Нову Гвінею. 26 лютого підводний човен потопив транспорт «Дайген-Мару №3», загинуло майже шість сотень осіб, проте Наріта-Мару вдалось врятувати близько семисот військовослужбовців. 27 лютого конвой прибув до порту Голландія в затоці Гумбольдта (наразі Джаяпура).
29 лютого 1944-го літаки американської армійської авіації пошкодили «Наріта-Мару» в районі дещо менш ніж за сотню кілометрів на схід від Голландії (можливо відзначити, що Вевак лежить за три з половиною сотні кілометрів на схід від Холландії).
12 квітня 1944-го Наріта-Мару перебувало в Холландії, де потоплене армійськими літаками А-20.